# Енн Епплбом
Енн Елизабет Епплбом, іноді транскрибується українською як Енн Аппелбаум та Ен Еплбаум (англ. Anne Elizabeth Applebaum, нар. 25 липня 1964, Вашингтон) — американська історикиня, письменниця та журналістка, лауреатка багатьох міжнародних літературних премій.
Епплбом є журналісткою-дописувачкою американського журналу «The Atlantic» та працює старшою дослідницею в Університеті Джонса Гопкінса, де вивчає пропаганду та дезінформацію. У минулому Епплбом працювала редакторкою часописів «The Economist» та «The Spectator» і була членкинею видавничої ради «The Washington Post». За свої праці з історії Східної Європи, громадянського суспільства і комунізму була неодноразово відзначена журналістськими та письменницькими преміями.
Дружина польського політика і державного діяча Радослава Сікорського.

## Життєпис

### Ранні роки
Народилася в єврейській реформістській сім'ї у Вашингтоні. Батько (Гарві М. Епплбом) — співробітник юридичної фірми, мати (Елізабет (Блум) Епплбом) — працівниця художньої галереї.
У 1982 році Епплбом закінчила приватну квакерську школу. У 1986 році вона здобула подвійний ступінь бакалавра з відзнакою summa cum laude у Єльському університеті за спеціальностями «історія» та «література». У 1987 році здобула ступінь магістра в Лондонській школі економіки з фаху «міжнародні відносини». У 1988 році певний час навчалася в Оксфордському університеті, після чого покинула навчання в Оксфорді та перебралася до Варшави як кореспондента журналу «The Economist».

### Журналістська кар'єра
Еплбом працювала редакторкою в британському консервативному щотижневому часописі «The Spectator», як постійний оглядач писала одночасно в «The Daily Telegraph» та «Sunday Telegraph», публікувалася також в «The Independent».
У 1988 році перебралася до Варшави, але продовжувала частину часу жити в Лондоні. Як колумністка «The Economist» опублікувала низку статей про суспільні й політичні зміни у Східній Європі. Згодом у 1992 році протягом короткого часу була також редакторкою «The Economist».
З 2001 по 2005 рік Епплбом проживала у Вашингтоні та була в цей час членкинею видавничої ради «The Washington Post»; окрім того, Епплбом почала вести свою власну колонку в «The Washington Post», що тривало впродовж наступних 17 років.
У листопаді 2019 року американський часопис «The Atlantic» оголосив, що Епплбом приєднається до колективу як журналістка-дописувачка у січні 2020 року. Додатково до основної роботи в журналі у 2024 році Епплбом запустила власну імейл-розсилку на платформі Substack.
Під час повномасштабного російського вторгнення в Україну неодноразово відвідувала Україну та висвітлювала російсько-українську війну.

### Академічна кар'єра
У роки проживання в Вашингтоні, округ Колумбія, у 2001—2005 роках Епплбом також була дослідницею-помічницею (англ. Adjunct fellow) в Американському інституті підприємництва (мозковий центр з питань ринкової економіки).
Повернувшись до Європи у 2005 році, через рік Епплбом стала George Herbert Walker Bush/Axel Springer дослідницею в Американській академії в Берліні.
З 2011 по 2016 рік Епплбом створила та керувала Форумом перехідностей (англ. Transitions Forum) в Legatum Institute (мозковий центр з питань освіти та демократії). Сфера проєктів Епплбом в Legatum Institute була широкою й включала дослідження аспектів демократії в Іраку, Ірані, Грузії, Україні, Молдові тощо. Також у співпраці з журналом Foreign Policy Епплбом створила Лабораторію демократії (англ. Democracy Lab), вебсайт, що слідкував за переходом країн від та до демократії і який згодом перемістився з сайту Foreign Policy до часопису The Washington Post (під назвою Демократична пошта англ. Democracy Post). Окрім цього, Епплбом керувала проєктом Звиш пропаганди (англ. Beyond Propaganda), що фокусувався на аналізі пропаганди у 21-му столітті та дезінформації.
У 2016 році Епплбом залишила Legatum Institute через зміну позиці інституту в питанні Brexit (після призначення євроскептика CEO Філіппу Штрауд) та перейшла працювати в Лондонську школу економіки (ЛШЕ) на посаду професора Інституту глобальних відносин (англ. Institute for Global Affairs). У ЛШЕ Епплбом керувала проєктом Арена (англ. Arena), що фокусувався на аналізі пропаганди у 21-му столітті. Восени 2019 року Епплбом перевела проєкт з ЛШЕ до Аґорського інституту Університету Джонса Гопкінса.

### Письменницька кар'єра
У 1994 році видала свою першу книгу Between East and West (укр. Між Сходом і Заходом, українською не перекладена), за яку в 1996 році отримала французьку Премію Адольфа Бентінцка за європейський нон-фікшн (англ. Adolph Bentinck prize for European non-fiction).
У 2003 році видала свою другу книгу Gulag: A History (укр. Історія ГУЛАГу, видана в українському перекладі у 2006 році видавництвом ВД «Києво-Могилянська академія») й отримала за неї Пулітцерівську премію, а також британську Премію Даффа Купера (англ. Britain's Duff-Cooper Prize). Книга розповідає про історію радянської системи концентраційних таборів і описує щоденне життя в таборах.
У 2011 році видала третю книжку Gulag Voices: An Anthology (укр. Голоси ГУЛАГу: Антологія, українською не перекладена).
У 2012 році видала свою четверту та п'яту книжки Iron Curtain: The Crushing of Eastern Europe, 1944—1956 (укр. Залізна завіса: Приборкання Східної Європи, 1944—1956, видана в українському перекладі у 2017 році видавництвом ВД «Києво-Могилянська академія») та From a Polish Country House Kitchen: 90 Recipes for the Ultimate Comfort Food (укр. З кухні польської сільської хатинки: 90 неперевершених рецептів для вашого столу, українською не перекладена).
У 2017 році видала свою шосту книгу Red Famine: Stalin's War on Ukraine (укр. Червоний голод. Війна Сталіна проти України, видана в українському перекладі у 2018 році видавництвом HREC PRESS) й отримала за неї свою другу британську Премію Даффа Купера (англ. Britain's Duff-Cooper Prize). Книга розповідає про штучний голод 1932—1933 років, що отримав назву Голодомор, за допомогою якого радянська влада мала на меті знищити українську націю та перетворити її на homo Sovieticus.
У 2020 році видала свою сьому книгу Twilight of Democracy: The Seductive Lure of Authoritarianism (укр. Сутінки демократії: підступна спокуса авторитаризму, видана українською у 2023 році видавництвом HREC PRESS). Книга розповідає про занепад демократії на Заході та поступовий дрейф до авторитаризму. 
У 2020 році видала свою восьму книгу Matka Polka (укр. Мати полька, українською не перекладена). Книга є автобіографічною книгою про життя Епплбоум у контексті її «другої прийомної батьківщини» Польщі.
У 2024 році видала книгу Autocracy, Inc.: The Dictators Who Want to Run the World (укр. Автократія, Inc.: Диктатори, які хочуть керувати світом, українською не перекладена) про автократичні режими 21 століття.

## Особисте життя
Є дружиною польського політика та державного діяча Радослава Сікорського, у них двоє синів — Александер і Тадеуш.
Сповідує християнство, у 2013 році прийняла польське громадянство.
Мешкає у Вашингтоні та Варшаві.

## Громадська позиція
У червні 2018 року підтримала відкритий лист діячів культури, політиків і правозахисників із закликом до світових лідерів виступити на захист ув'язненого в Росії українського режисера Олега Сенцова та інших політв'язнів.

Епплбом підтримує Україну під час російсько-української війни. З приводу відмови уряду Німеччини надати Україні зброю та блокування Німеччиною допомоги Україні з боку НАТО на тлі посилення загрози російської агресії у січні 2022 висловилася так: 
|  | Можливо, німцям (та іншим) настав час зрозуміти, що якщо ви «проти війни», то повинні допомогти Україні стримувати Росію. На практиці відмова від цього є «за війну». Це збільшує ймовірність російського вторгнення. |

У жовтня 2024 року Епплбом під час отримання престижної Премії миру німецької книготоргівлі закликала підтримати Україну зброєю, щоб домогтися військової поразки Росії.

## Відзнаки та нагороди (вибірково)
- 2003 Duff Cooper Prize за книгу «Gulag: A History»
- 2004 Пулітцерівська премія за книгу «Gulag: A History»
- 2013 Медаль герцога Вестмінтреського (Королівський Об'єднаний інститут оборонних досліджень) за військову літературу
- 2017 Duff Cooper Prize за книгу «Red Famine»
- 2018 Премія Лайонела Ґелбера «Red Famine»
- 2019 Орден княгині Ольги III ступеня — за вагомий внесок у вшанування пам'яті жертв геноциду Українського народу — Голодомору 1932—1933 років в Україні, подвижницьку діяльність, спрямовану на висвітлення правди про Голодомор[51]
- 2022 Орден княгині Ольги II ступеня — за значні особисті заслуги у зміцненні міждержавного співробітництва, підтримку державного суверенітету та територіальної цілісності України, вагомий внесок у популяризацію Української держави у світі[52]